# Luciny (Białoruś)
Luciny (biał. Люціны; ros. Лютины, Lutiny) – wieś na Białorusi, w obwodzie witebskim, w rejonie orszańskim, w sielsowiecie Zubawa, nad Leszczą. 